# Верон, Деян
Деян Верон (исп. Deian Verón; род. 25 сентября 2000, Ла-Плата) — аргентинский футболист, полузащитник клуба «Интер Майами».

## Карьера
Воспитанник аргентинского «Эстудиантеса». Получил 11-й номер — тот же, который носили в этом клубе его отец и дед. За взрослую команду дебютировал 7 марта 2021 года в матче Кубка лиги против «Арсенала» (Саранди) (5:0).
С января по декабрь 2022 года был в аренде в «Сентраль Кордова» (Сантьяго-дель-Эстеро). Сыграл в чемпионате 14 матчей, забил 1 гол.
Вернулся в «Эстудиантес». В сезоне-2023 сыграл 2 матча в чемпионате. Выиграл с командой Кубок Аргентины.
В январе 2024 года отправился в аренду в чилийский клуб «Депортес Ла-Серена», выступающий во 2-м дивизионе страны. Договор рассчитан до конца года.

## Достижения
«Эстудиантес»
- Обладатель Кубка Аргентины (1): 2023.

## Семья
Отец (Хуан Себастьян Верон) и дед (Хуан Рамон Верон) Деяна являются профессиональными футболистами. Оба провели несколько сотен матчей за «Эстудиантес», став для этого клуба легендами.
Хуан Себастьян Верон назвал сына в честь Деяна Станковича, с которым дружит со времён их выступлений за «Лацио». Правда имя пришлось немного «подкорректировать»: Deian вместо Dejan. Это было сделано для того, чтобы аргентинцы произносили именно Деян, а не Дехан.

## Статистика
| Выступление          | Выступление                      | Выступление      | Чемпионат | Чемпионат | Кубки | Кубки | Конт. | Конт. | Прочие | Прочие | Итого | Итого |
| Клуб                 | Лига                             | Сезон            | Игры      | Голы      | Игры  | Голы  | Игры  | Голы  | Игры   | Голы   | Игры  | Голы  |
| -------------------- | -------------------------------- | ---------------- | --------- | --------- | ----- | ----- | ----- | ----- | ------ | ------ | ----- | ----- |
| Эстудиантес          | Профессиональная футбольная лига | 2021             | 0         | 0         | 1     | 0     | 0     | 0     | 0      | 0      | 1     | 0     |
| Эстудиантес          | Профессиональная футбольная лига | 2022             | 0         | 0         | 0     | 0     | 0     | 0     | 0      | 0      | 0     | 0     |
| Эстудиантес          | Профессиональная футбольная лига | 2023             | 2         | 0         | 2     | 0     | 2     | 0     | 0      | 0      | 6     | 0     |
| Эстудиантес          | Итого                            | Итого            | 2         | 0         | 3     | 0     | 2     | 0     | 0      | 0      | 7     | 0     |
| → Сентраль Кордова   | Профессиональная футбольная лига | 2022             | 14        | 1         | 5     | 0     | 0     | 0     | 0      | 0      | 19    | 1     |
| → Сентраль Кордова   | Итого                            | Итого            | 14        | 1         | 5     | 0     | 0     | 0     | 0      | 0      | 19    | 1     |
| → Депортес Ла-Серена | Примера B                        | 2024             | 0         | 0         | 0     | 0     | 0     | 0     | 0      | 0      | 0     | 0     |
| → Депортес Ла-Серена | Итого                            | Итого            | 0         | 0         | 0     | 0     | 0     | 0     | 0      | 0      | 0     | 0     |
| Всего за карьеру     | Всего за карьеру                 | Всего за карьеру | 16        | 1         | 8     | 0     | 2     | 0     | 0      | 0      | 26    | 1     |

по состоянию на 19 августа 2024